# خلايا الطاقة الشمسية المتكاملة المستخدمة في البناء

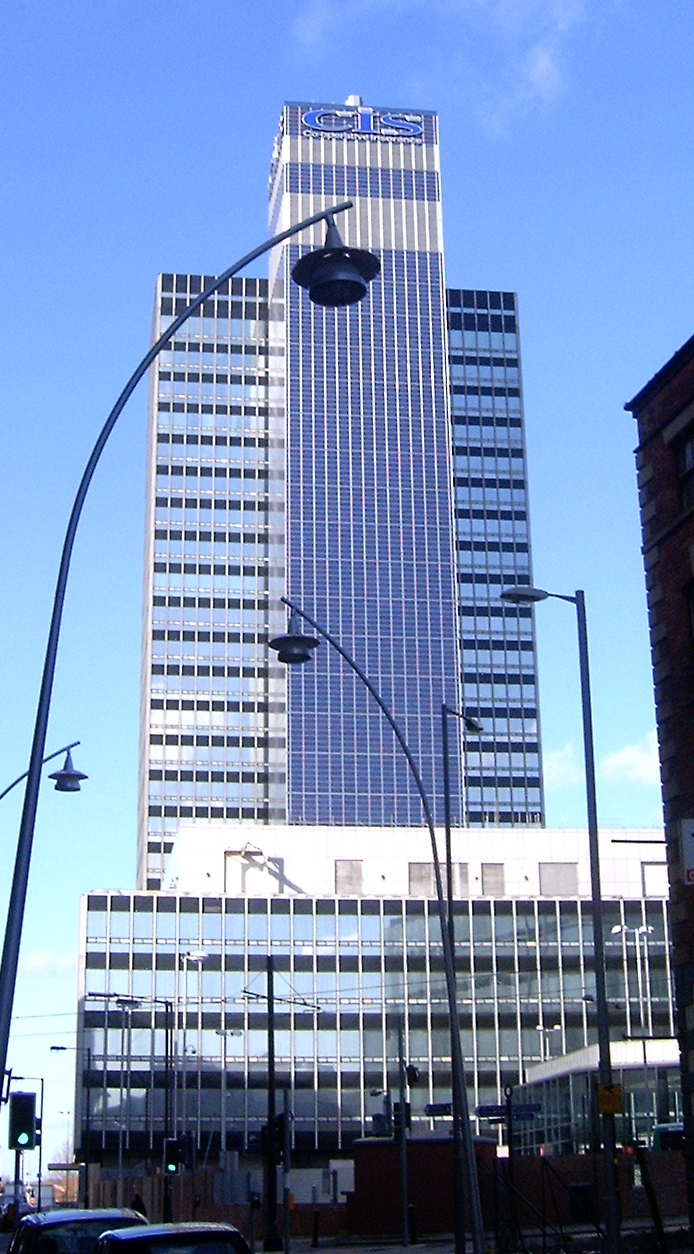
برج رابطة الدول المستقلة في مانشستر، زود بالألواح الكهروضوئية بكلفة 5.5 مليون جنيه إسترليني. بدأ بالتغذية الكهربائية للشبكة الوطنية في تشرين الثاني 2005

خلايا الطاقة الشمسية المتكاملة المستخدمة في البناء (BIPV) هي عبارة عن مواد كهروضوئية تستخدم لتحل محل مواد البناء التقليدية في بعض أجزاء المبنى الخارجية مثل السقف، المناور، أو الواجهات. فهي تدخل بشكل متزايد في تشييد المباني الجديدة بوصفها المصدر الرئيسي أو الإضافي لتوليد الطاقة الكهربائية، وكذلك قد زودت بعض المباني القديمة بـ BIPV. من مزايا وحدات الطاقة الشمسية المتكاملة على عكس الأنظمة غير المتكاملة والتي تعتبر الأكثر شيوعا هو أن التكلفة الأولية يمكن تخفيضها عن طريق تقليل مواد البناء والأيدي العاملة المستخدمة عند بناء جزء من المبنى المستخدم فيه وحدات BIPV. بالإضافة إلى ذلك، فإن وحدات BIPV جزءا لا يتجزأ من التصميم، فهم عموما يشكلون مزيجا أفضل وأكثر جاذبية من الناحية الجمالية من خيارات أخرى مختلفة للطاقة الشمسية. هذه المزايا تجعل BIPV واحدة من أسرع القطاعات نموا في الصناعة الكهروضوئية. وقد فتح العقد الماضي الباب أمام عدد لا يحصى من ثورات الابنية التي تستخدمBIPV وكذلك المنشآت الأخرى. في كل من المشاريع الجديدة وعمليات التجديد، فان BIPV يبرهن على أن يكون تكنولوجيا فعالة في إنتاج الطاقة التي تستعمل في المباني السكنية والتجارية، والصناعية وكذلك هياكل المؤسسات.

## نبذه عن تاريخ ظهوره
ظهرت تطبيقات وحدات الطاقة الكهربية في مجال البناء في عقد السبعينيات من القرن العشرين. ان وحدات الطاقة الكهروضوئية ذات الإطار الالومينيومي تستخدم في المباني التي عادة ما تكون في مناطق نائية ولا تستطيع الوصول إلى شبكة الطاقة الكهربائية. وفي عقد الثمانينيات، بدأت الوحدة الكهروضوئية المضافة إلى اسطح المباني في الظهور. هذه النظم الكهروضوئية عادة ماتكون مثبتة على الشبكة المتصلة بالمباني في المناطق التي توجد فيها محطات طاقة مركزية. وفي عقد التسعينيات أصبحت منتجات بناءBIPV والمصممة خصيصا لادماجها مع غطاء البناء متاحة تجاريا.

## المزايا
ان وحدات BIPV من الممكن ان تكون زاهية الألوان كمانها تاسر الانظار لدي رؤيتها. فاستخدام نظام الBIPV يؤدي الي تشييد مباني عصرية جميلة. فمرونة هذه الوحدات من الممكن ان تكون زخرا لخيال مهندسي المعمار ومن ثم فسوف ينتج عن ذلك مباني أكثر جمالا وفي الوقت ذاته صديقة للبيئة. ان هذا النظام يساعد علي تحسين صورة المبني وكذا يزيد من قيمته عند إعادة بيعه مرة أخرى. ومن هذه المميزات:
- وحدات الطاقة الكهروضوئية يمكن دمجها مع غطاءالبناء ما يسمى ب «الواجهة الغير مهواة»، سواء على المباني العامة مثل مجمعات المكاتب، ومباني الإنتاج، ومراكز التسوق، أو المدارس، وعلى المباني الخاصة مثل حدائق المنازل أو في الوحدات السكنية التي تشتمل على شرف تطل على الشارع. هذه الوحدات تحل محل المواد التقليدية في الأبنية الجديدة وخلق أجواء معتدلة داخلها علي مدار السنة.
- وتستعمل خلايا الطاقة الكهروضوئية في الاجزاء الخارجية للمبنى لتحل محل مواد البناء التقليدية وعمليات البناء. على سبيل المثال باستخدام نظام BIPV في التسقيف قد يحل محل التسقيف باستخدام المعدن والخشب أو باستخدام الواح الزفت التقليدية.
- باستخدام الخلايا الكهروضوئية لأنظمة المناور في مدخل القاعات، أو الباحات أو غيرها من الماكن، يمكن ان يحقق فائدة اقتصادية لنظام استخدام الطاقة الشمسية بالإضافة الي الحصول علي معلم مثير في تصميمه. وتتميز خلايا BIPV بان قدرتها علي الشفافية يمكن ان تتنوع حسب الرغبة، بحيث يمكن لهذه الوحدات توفير الظل أو أن تكون شبه شفافة.
- إن هذهِ الخلايا يمكن أن تحمي ضد تقلبات الطقس، وتوفير الظل للحماية من أشعة الشمس وكذلك الحماية من الرياح والأمطار. ولأنها مقاومة كهربائية لذا فيمكنها الحماية من البرق.
- عندما يكون الطقس باردا (أو حارا)، فان الوحدات التي لا تخضع للتهوية تعمل بمثابة عازل حراري من خلال بناء شطيرة من الوحدات نفسها ومن خلال طبقة الهواء التي تتخلل هذه الوحدات، وكذا من خلال امتصاص الأشعة التي يقوم بها السليكون البلوري وطبقة رقيقة الخلايا الشمسية. وهذا يعني أن مقدار قليل من الطاقة سيفقد من الداخل، وخفض تكاليف التدفئة والحفاظ على درجة الحرارة في الداخل في الدرجة العادية.

أن وحدات بناءالطاقة الضوئية المتكاملة لها اشكال متعددة
- السقوف المسطحة
  - ان تثبيت طبقة رقيقة من الخلايا الشمسية المتكاملة لتسقيف غشاء البوليمر المرن هي الأكثر استخداما حتي الآن.
- الاسقف الضارية
  - وحدات على شكل بلاط سقفي متعدد.
  - الواح الطاقة الشمسية هي وحدات مصممة لتبدو وتعمل كالالواح العادبة في حين انها تشتمل على مرونة الخلايا الرقيقة.
  - هذه الاسقف تطيل من عمر الأسقف العادية حيث انها تقوم بحماية عملية العزل وكذلك الاغشية من الاشعة فوق البنفسجية وتردي نوعية المياه. فهو يقوم بذلك من خلال القضاء على عملية التكثيف وذلك لأن الندى يتم حجزه اعلي الغشاء السقفي.
- الواجهة
  - هذه الواجهات قد تكون مثبتة على المباني القائمة بالفعل مضفية على المباني القديمة شكل جديد بالكامل، هذه الوحدات التي تم تثبيتها على واجهة المبنى القائم من الممكن أن تزيد من معدل الطلب علي شراءالمبني وكذا تزيد من قيمته عند إعادة بيعه.
- تزجيج
  - الوحدات النصف شفافة يمكن استخدامها لتحل محل عدد من العناصر المعمارية التي عادة ما يدخل الزجاج اوبعض المواد المشابهة في تركيبها ومن امثلة ذلك النوافذ والمناور.

## الخلايا الكهروضوئية الشفافة وشبه الشفافة
تستخدم الألواح الشمسية الشفافة طلاء القصدير على السطح الداخلي للألواح الزجاجية للسماح للتيار بالخروج من الخلية. وتحتوي الخلية على أوكسيد التيتانيوم الذي يكون مطلي بالصبغة الكهروضوئية.
ان هذه الوحدات قد أنتجت من قبل الشركة الأسترالية المحدودة للطاقة الشمسية ارتكس Ertex.
ان المعهد الوطني الياباني للتكنولوجيا والعلوم الصناعية المتقدمة (AIST) فضلا عن Konarka قد نجح في تطوير الخلايا الشمسية الشفافة التي تستخدم الاشعة فوق البنفسجية لتوليد الكهرباء ولكنها تسمح للضوء المرئي بالمرور من خلاله ومعظم الخلايا الشمسية التقليدية تستخدم الضوء المرئي والأشعة تحت الحمراء لتوليد الكهرباء. وعلى النقيض تستخدم الخلايا الشمسية المبتكرة حديثا الأشعة فوق البنفسجية. ان عملية تركيبها على الأسطح قد تكون بصورة كبيرة إذا استخدمت بدلا من زجاج النوافذ التقليدية، أو وضعت فوق سطح الزجاج، مما يؤدي إلى مزيد من الاستخدامات المحتملة التي تستفيد من المهام المشتركة لتوليد الطاقة الكهربائية، والإضاءة والتحكم في درجة الحرارة.
اسم آخر للخلايا الكهروضوئية الشفافة هو «الخلايا الكهروضوئية شبه الشفافة» (التي تسمح بنفاذ نصف الضوء الساقط عليها). وتتشابه كلا من الخلايا الكهروضوئية العضوية أو غير العضوية في قدرة كلا منهما على أن تكون شبه شفافة. على سبيل المثال، تقوم شركة سولرمير للطاقة بتطوير وحدات كهروضوئية عضوية سوف تطرح في عدة ألوان. وكذلك Grammer Solar تقوم بإنتاج وحدات شبه شفافة من هذه الخلايا.

## البلاط السقفي والألواح الضوئية
طرحت بعض الحلول المتقدمة في السنوات القليلة الماضية. وعلى الأرجح اكثرها شيوعا هو سقف القرميدPfleiderer «وTerra-Piatta الطاقة الشمسية» التي تنتجهاpfleiderer Dachziegelwerke GmbH والتي حازت علي جائزة التصميم الألمانية لعام 2002.
وتشمل المنتجات الأخرى
- سقف الوحدات متكاملة
  - }سقف الطاقة الشمسية SolarWorld's Energy Roof
  - أنظمة الطاقة الشمسية السويسرية Megaslate
  - كيوسيراللطاقة الشمسية MyGen ميريديان
  - أحادي للطاقة الشمسية [3]
  - الطاقة الشمسية Topray «جائزة الامم المتحدة البلو سكاي» سلاسل من سقوف الطاقة الشمسية
- اسقف القرميد والألواح مع الخلايا الشمسية:
  - نظام مصادر الطاقة الشمسية luma
  - أنظمة الطاقة الشمسية المبتكرة CSS
  - Solardachstein
  - نظم الطاقة اتلانتيس
  - الواح الطاقة الشمسية
  - بلاط الكهروضوئية الشمسية
- أغطية السقف بطبقة رقيقة من الخلايا الشمسية المثبتة علي الركائز المرنة أو المعادن
  - EnergyPeak [4]
  - Alwitra
  - Corus Bausysteme GmbH
  - رينزينك

## شؤون التصميم
يعتبرBIPV من اعظم الاختراعات الحديثة التي عرفها العالم ولكن مثل جميع مواد البناء دائما ما يكون هناك قضايا تتعلق بالمهندس المعماري، أو المنشئ، أو المهندس. عندما نفكر في استخدام نظام ال BIPV لمبنى معين لابد وان ناخذ في الاعتبار العوامل البيئية والبنائية وهذه العوامل يجب أن تؤخذ بعين الاعتبار خلال مراحل التصميم عندما يكون الهدف هو تحقيق أعلى قيمة ممكنة لنظام BIPV. ومن الاعتبارات الرئيسية لهذا التصميم الخاص بأنظمة الطاقة الشمسية هو الوصول إلى الطاقة الشمسية، ونظام التوجيه والسرعة، والخصائص الكهربائية، وتحجيم النظام.
- وصول الطاقة الشمسية - سقوط الأشعة الشمسية التي تصل إلى سطح الكهروضوئية في أي وقت معين، يحدد الناتج الكهربائي المحتمل لنظام BIPV.
- نظام التوجيه والسرعة — للوصول إلى أقصى حد ممكن من ناتج الطاقة الشمسية فان التوجه الفعلي لنظام BIPV وزاوية ميل المجموعة ينبغي ان تراعي الموقع الجغرافي لموقع البناء.
- الخصائص الكهربائية—الخصائص الكهربائية وثيقة الصلة بالوحدات أو المجموعات الكهروضوئية تتلخص في العلاقة بين التيار والجهد. كمية وكثافة الطاقة الشمسية تتحكم في التيار الكهربائي حيث ان درجة حرارة الخلايا الشمسية تؤثر على جهد الوحدات أو المجموعات الكهروضوئية. ان منحنيات وحدة التيار وفرق الجهد تمد المصممين مايحتاجونه من معلومات لتكوين أنظمة تستطيع ان تعمل للوصول الي نقطة الذروة المثلي للطاقة قدر المستطاع.
- نظام التحجيم—ان اختيار نوع BIPV وتحجيم نظام يشتمل علي ثلاثة عناصر رئيسية: احمال الطاقة، الاعتبارات الجمالية أو المعمارية، والعوامل الاقتصادية. لتحديد الطاقة المطلوبة بالنسبة لمعدل نظام BIPV للمبنى، ينبغي اولا تقييم المتطلبات الكهربائية للمبنى.

## الحوافز
في بعض البلدان يتم تقديم حوافز اضافية اواعانات لبناء وحدات الطاقة الشمسية المتكاملة بالإضافة إلى توفير قائمة من الرسوم الجمركية لأنظمة الطاقة الشمسية القائمة بذاتها. منذ شهر يوليو لعام 2006 عرضت فرنسا أعلى حافز لBIPV وكان ذلك مساويا للقسط الضافي لليورو الذي يقدر ب 0.25/kWh يورو يتم دفعها بالإضافة إلى 30 سنتا للأنظمة الكهروضوئية. هذه الحوافز تقدم في شكل ضريبة تدفع لتغذية الشبكة الكهربائية.

### الاتحاد الأوروبي
- فرنسا +يورو 0.25كيلو واط\ساعة
- ألمانيا—يورو السابق 0,05 / كيلوواط ساعة المكافاة الأولية انتهت في عام 2009
- إيطاليا + يورو 0.04-0.09 كيلوواط ساعة [بحاجة لمصدر]
- أسبانيا، مقارنة مع البناء غير المثبت فانها تستقبل28،00 € / كيلوواط ساعة (الثالثة 1578/2008):
  - <= 20 كيلوواط، 34,00 € المائة للكيلووات / ساعة
  - > 20 kW : 31,00 € المائة للكيلووات / ساعة

### الولايات المتحدة
- الولايات المتحدة—تختلف حسب الولاية. راجع قاعدة بيانات حوافز الدولة لمصادر الطاقة المتجددة والكفاءة لمزيد من التفاصيل. http://www.dsireusa.org/

### الصين
بالإضافة إلى الإعلان عن برنامج للإعانة مشاريع BIPV مارس 2009 بتقديم RMB20/watt لأنظمة BIPV وRMB15/watt لأنظمة سطح المبنى، مؤخرا كشفت الحكومة الصينية النقاب عن برنامج دعم الطاقة الضوئية «المشروع التجريبي غولدن صن.» برنامج الدعم يهدف إلى دعم وتطوير توليد الكهرباءعن طريق الطاقة الكهروضوئية وكذلك الاستغلال التجاري للتكنولوجيا الكهروضوئية. وقد أعلن كل من وزارة المالية، وزارة العلوم والتكنولوجيا والمكتب الوطني للطاقة عن تفاصيل هذا البرنامج في تموز / يوليو 2009 ان المشاريع المؤهلة والخاصة بتوليد الكهرباء عن طريق الأنظمة الكهروضوئية بما في ذلك الاسطح وBIPV يحق لهم الحصول على إعانة مالية تعادل 50 ٪ من الاستثمارات الإجمالية لكل مشروع، بما في ذلك البنى التحتية المرتبطة بها والتي انتقلت إليها تباعا. اما بالنسبة للمشاريع المستقلة خارج الشبكة في مناطق نائية سوف تكون مؤهلة للحصول على إعانات تصل إلى 70 في المئة من اجمالي الاستثمارات في منتصف شهر نوفمبر، اختارت وزارة المالية الصينية 294 مشروعا باجمالي 642 ميجاوات التي تصل إلى ما يقرب من 20 مليار يوان (3 مليار دولار) في تكاليف خطة الدعم لتعزيز إنتاج الدولة للطاقة الشمسية.

## وصلات خارجية
- الشبكة الكندية لابحاث الطاقة الشمسية.
- ولاية ويسكونسن مؤسسة الخدمة العامة: بناء وحدات الطاقة الشمسية المتكاملة، (buildingsolar.com)
- الخلايا والوحدات الشمسية الشفافة.
- البلاط السقفي والألواح الضوئية.
- الفلطاضوئية بمقاييس عالية، المشروع الأوروبي (العقد EIE/05/171/SI2.420208) المتصلة بالتنفيذ الواسع النطاق لوحدات الطاقة الشمسية (الكهروضوئية) في المدن الأوروبية.